# Ólavsøka
Ólavsøka (på dansk: Olaifesten, Olai eller Olaj) er festdage på Færøerne og falder den 28. og 29. juli. Til ólavsøka (som bør staves med et lille "ó" på færøsk) fejres den norske konge Olav den hellige († 29. juli 1030 i Stiklestad) i Færøernes hovedstad, Tórshavn.
Olaifesten er som en forening af politik og kristendom et udtryk for en kristen politisk kultur i  øriget i Nordatlanten. Olav den Helliges kongerige var betydeligt større end nutidens Norge og omfattede bl.a. Færøerne. Som tilnavnet antyder, blev Kong Olav kåret til helgen og har siden været Færøernes skytshelgen. På dagen for hans død i slaget på Stiklestad den 29. juli 1030 giver færingerne udtryk for det inderste af deres nationalitet. Helgenkongen Olav har altid indtaget en central plads i færøsk religiøs og politisk tradition og kultur.
Færingerne kalder deres nationalhøjtid for ólavsøka. På latin vigilia sancti Olavi (vigilia = vøka på færøsk og betyder vagt). På dansk hedder den Olai-festen. 
På denne dag bliver Færøernes over tusind år gamle parlament, Lagtinget, åbnet i hovedstaden Tórshavn. Lagtingets medlemmer, medlemmer af Færøernes Landsstyre, biskop og alle landets præster og de højeste embedsmænd går i procession fra Lagtingshuset til Tórshavn Domkirke og efter en særlig Olaigudstjeneste tilbage til Lagtingshuset, hvor lagmanden holder sin åbningstale.
Der har altid været ceremonier omkring Lagtingets begyndelse på Olaidag. Man ved fra middelalderlige kilder, at der kom mange mennesker til Tórshavn for at overvære begivenheden. Det var begyndelsen til ólavsøka som nationalhøjtid. Der står i fårebrevet fra 1298, hvornår årets tre terminer falder. Den ene er ólavsøka. 
I dag er lagtingsprocessionen (ólavsøkuskrúðgongan) en fast del af Olaifestlighederne. Den afspejler den gamle forbindelse mellem ting og kirke. Og de mange mennesker, som hvert år ser processionen fra Lagtingshuset til domkirken og tilbage, ser den som en naturlig del af den nationale højtid.
På Olaiaften (ólavsøkuaftan, den 28. juli) er der også kappróður (kaproning med færøbåde) i Tórshavn. Det er årets sidste regatta i Færø-mesterskabet og højdepunkt. Olaiudstillingen i Nordens Hus på Færøerne og Olaikoncerten er yderlige attraktioner for alverdens færinger og turister.
Hilsen til Olai er på færøsk: Góða ólavsøku! (God Olaifest!)